# Szodongthan állomás
Szodongthan (Seodongtan) állomás föld feletti metróállomás a szöuli metró Korail által üzemeltetett 1-es vonalán. Az állomást 2010. február 26-án adtak át.

## Viszonylatok
| 1-es vonal                                       | 1-es vonal                                   | 1-es vonal |
| ------------------------------------------------ | -------------------------------------------- | ---------- |
| Pjongdzsom (Byeongjeom) Szojoszan (Soyosan) felé | Pjongdzsom (Byeongjeom) szakasz személyvonat | végállomás |